# 김예지 (축구 선수)
김예지(한국 한자: 金芮志, 1999년 6월 6일 ~ )는 대한민국의 축구 선수이며, 포지션은 골키퍼이다.